# ウガンダの大統領
ウガンダの大統領（ウガンダのだいとうりょう、英語: President of the Republic of Uganda、スワヒリ語: Rais wa Jamhuri ya Uganda）は、東アフリカのウガンダ共和国の国家元首たる大統領である。
ウガンダは1962年に独立したが、1963年まではイギリスの国王を元首とする英連邦王国であった。ここでは、英連邦王国から脱し、共和制を敷いて大統領を国家元首と定めた1963年からの大統領を記す。
軍事政権の長が国家元首を兼ねた期間があるが、それもまとめて一覧に記した。

## 選出規定
選出規定は時代により異なるが、ウガンダ国民でなければならないという条件は不変である。1995年10月公布の現行憲法においては、大統領は国民の直接選挙により選出され、任期は5年と定められている。当初は3選禁止規定が存在したが、2005年に再選制限が廃止された(同時に複数政党制の導入も認められた)。

## 権限
1995年公布の現行憲法では、大統領制を定めている。この中で大統領は、首相や閣僚の任免権、行政府の指揮監督権、軍の最高指揮権など、強大な権限を与えられている。
1963年の共和制移行後は、ウガンダはブガンダなど国内の諸王国による連邦国家であり、連邦政府の大統領の権限は弱かった(議院内閣制)。大統領の権限が強くなるのは、1966年にミルトン・オボテが国内の諸王国を廃止し、ウガンダを単一の共和国と定めた頃からである。

## 大統領の一覧
| 代 | 大統領                                        | 大統領       | 所属政党                                  | 期                            | 在任期間                       | 在任期間     | 備考                                     |
| -- | --------------------------------------------- | ------------ | ----------------------------------------- | ----------------------------- | ------------------------------ | ------------ | ---------------------------------------- |
| 01 | ムテサ2世 Mutesa II                           |              | カバカ・イェッカ                          | 1                             | 1963年10月9日 - 1966年3月2日   | 2年 + 144日  | ブガンダ王 任期満了前に解任              |
| 02 | ミルトン・オボテ Milton Obote                 |              | ウガンダ人民会議                          | 2                             | 1966年4月15日 -1971年1月25日   | 4年 + 285日  | 在任中に解任                             |
| 0- | イディ・アミン Idi Amin                       |              | 無所属 （軍人）                           | -                             | 1971年1月25日 - 1971年2月21日  | 27日         | 元首代行 （国軍最高司令官）              |
| 03 | イディ・アミン Idi Amin                       | 無所属       | 3                                         | 1971年2月21日 - 1979年4月13日 | 8年 + 51日                     | 在任中に解任 |                                          |
| 04 | ユスフ・ルレ Yusuf Lule                       |              | 無所属 （ウガンダ民族解放戦線）           | 4                             | 1979年4月13日 - 1979年6月20日  | 68日         |                                          |
| 05 | ゴッドフリー・ビナイサ Godfrey Binaisa        |              | ウガンダ人民会議 （ウガンダ民族解放戦線） | 5                             | 1979年6月20日 - 1980年5月11日  | 326日        |                                          |
| 0- | パウロ・ムワンガ Paulo Muwanga                |              | ウガンダ人民会議 （ウガンダ民族解放戦線） | -                             | 1980年5月11日 - 1980年5月22日  | 11日         | 国家元首 （軍事評議会議長）              |
| 0- | 大統領委員会                                  | 大統領委員会 | 大統領委員会                              | -                             | 1980年5月22日 - 1980年12月15日 | 207日        |                                          |
| 06 | ミルトン・オボテ Milton Obote                 |              | ウガンダ人民会議                          | 6                             | 1980年12月15日 - 1985年7月27日 | 4年 + 224日  |                                          |
| 0- | バジリオ・オララ＝オケロ Bazilio Olara-Okello |              | 無所属 （軍人）                           | -                             | 1985年7月22日 - 1985年7月29日  | 7日          | 国家元首 （軍事評議会議長）              |
| 0- | ティト・オケロ Tito Okello                    |              | 無所属 （軍人）                           | -                             | 1985年7月29日 - 1986年1月26日  | 181日        | 国家元首 （軍事評議会議長） 在任中に解任 |
| 0- | ヨウェリ・ムセベニ Yoweri Museveni            |              | 国民抵抗運動                              | -                             | 1986年1月26日 - 1986年1月29日  | 3日          | 国家元首 （国民抵抗軍司令官）            |
| 07 | ヨウェリ・ムセベニ Yoweri Museveni            | 7            | 国民抵抗運動                              | 1986年1月29日 - 1996年        | 39年 + 177日                   |              |                                          |
| 07 | ヨウェリ・ムセベニ Yoweri Museveni            | 8            | 国民抵抗運動                              | 1996年 - 2001年               | 39年 + 177日                   |              |                                          |
| 07 | ヨウェリ・ムセベニ Yoweri Museveni            | 9            | 国民抵抗運動                              | 2001年 - 2006年               | 39年 + 177日                   |              |                                          |
| 07 | ヨウェリ・ムセベニ Yoweri Museveni            | 10           | 国民抵抗運動                              | 2006年 - 2011年               | 39年 + 177日                   |              |                                          |
| 07 | ヨウェリ・ムセベニ Yoweri Museveni            | 11           | 国民抵抗運動                              | 2011年 - 2016年               | 39年 + 177日                   |              |                                          |
| 07 | ヨウェリ・ムセベニ Yoweri Museveni            | 12           | 国民抵抗運動                              | 2016年 - 2021年               | 39年 + 177日                   |              |                                          |
| 07 | ヨウェリ・ムセベニ Yoweri Museveni            | 13           | 国民抵抗運動                              | 2021年 - （現職）             | 39年 + 177日                   |              |                                          |